# Willie Morgan
Willie Morgan (Sauchie, 1944. október 2. –) skót válogatott labdarúgó.

## Pályafutása

### Klubcsapatban
Karrierjét a Burnley csapatában kezdte, majd innen vásárolta meg a Manchester United. 1975-ben érkezett a klubhoz Steve Coppell és Morgannak távoznia kellett, visszatért a Burnley együtteséhez. Egy szezont követően a Bolton játékosa lett, majd az amerikai Chicago Sting és a Minnesota Kicks csapataiban is megfordult kölcsönben. 1981-ben a Blackpool klubjából vonult vissza.

### A válogatottban
1967. október 1-jén mutatkozott be a skót válogatottban Észak-Írország ellen. Részt vett az 1974-es labdarúgó-világbajnokságon, a torna után visszavonult a válogatottságtól.

## Sikerei, díjai
- Manchester United
  - Angol másodosztály (1): 1974–75
- Bolton
  - Angol másodosztály (1): 1977–78